# 1997年飓风里克
飓风里克（英語：Hurricane Rick）是1997年太平洋飓风季第十八场获命名的风暴和第九场（也是最后一场）飓风，还是有纪录以来除1961年的飓风塔拉外登陆墨西哥日期最晚的飓风。风暴的最高强度在萨菲尔-辛普森飓风等级属二级飓风标准，但持续时间很短，11月10日登陆墨西哥前就减弱成一级飓风。该国于近一个月前受到飓风宝莲重创，里克虽然强度远远不及，但却令重建进程受阻，对灾情雪上加霜。
里克直接引起的破坏程度相对而言很轻，有了之前宝莲的教训，再度有飓风逼近墨西哥时，沿海地区居民及时撤离并做好应对风暴来袭的准备，所以该国没有人员因此丧生。

## 气象历史
10月15日，有东风波离开非洲西海岸进入大西洋，系统结构混乱，穿越大西洋期间气象机构只能通过天气情况粗略追踪。进入太平洋后，部分东风波在行进至特万特佩克湾南部时发展出云系。系统逐渐组织并形成环流，气象部门于11月6日开始采用卫星追踪。扰动天气的结构有所改善，于11月7日发展成本季第十九号热带低气压。
气旋起初朝西北方向移动，但在低压槽影响下转向北上。11月8日正午时分，第十九号热带低气压在行进至阿卡普尔科西南方向约604公里海域时升级成热带风暴并获名“里克”（Rick）。风暴发展出寒冷的中心密集云区并转向东北，于11月9日达到飓风标准。气旋内形成风眼，阿卡普尔科的气象雷达上能够看到层次分明的环流中心。里克接下来达到风力时速160公里，973毫巴（百帕，28.73英寸汞柱）的最高强度，在萨菲尔-辛普森飓风等级下二级飓风标准下限。不过，也有来源认为风暴的最高强度已达三级飓风标准，属大型飓风。接下来气旋逐渐减弱，风速降至每小时137公里后于11月10日登陆瓦哈卡州。登陆时风暴的飓风强度风场半径约为56公里，热带风暴强度风场半径则有185公里。此后，里克的移动路线同墨西哥特万特佩克湾海岸线基本平行，并在此期间逐渐减弱，最终于11月11日在恰帕斯州上空退化成不含对流的云层漩涡。

## 防灾措施

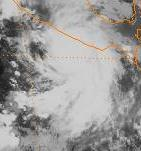
11月9日，接近最高强度的飓风里克

里克尚处热带低气压阶段时就对墨西哥构成威胁。墨西哥政府在气旋升级成热带风暴数小时前向米却肯州拉萨罗卡德纳斯至瓦哈卡州埃斯孔迪多港之间地区发布热带风暴观察预警。里克升级成飓风三小时前，上述观察预警升级成热带风暴警告，政府还发出飓风观察预警，并在不久后升级成警告。11月9日，飓风警告的生效范围延伸至锡瓦塔内霍和瓦图尔科（Huatulco），锡瓦塔内霍同拉萨罗卡德纳斯以西地区的警告则在此时中止，阿卡普尔科及其西侧区域的警告接下来又持续三个小时再中止。11月10日，警告范围从蓬塔马尔多纳多（Punta Maldonado）延伸到塔帕丘拉，蓬塔马尔多纳多以西所有地区的警告相应中止。墨西哥内政部宣布瓦哈卡州沿海地区进入紧急状态。六小时后，所有飓风警告均降级成热带风暴警告，再于里克弱化成热带低气压后全部取消。
墨西哥约在一个月前受到飓风宝莲重创，生活在沿海地区的居民因此对里克来袭做好充分准备。海岸沿线所有主要港口全部提前关闭，瓦图尔科和埃斯孔迪多港的机场关闭，机场还因风暴影响停电。正在墨西哥处理宝莲善后工作的130名红十字会工作人员继续留在当地应对又一场飓风的袭击，其中有20人隶露墨西哥红十字分会。生活在安赫尔港（Puerto ángel）、瓦图尔科和埃斯孔迪多港海滩附近区域的许多居民转移，灾害调度行动总指挥贝纳迪诺·埃雷迪亚（Bernardino Heredia）此时正在埃斯孔迪多港监督救灾工作。安赫尔港在疏散人员期间动用直升机运载军人和步枪，一名游客还以为这是第三世界发生革命了。恰帕斯州政府官员密切监控河流沿线及上游流域的水位，前后三场风暴带来的大量降水已令地表土壤含水量饱和，该州首府图斯特拉古铁雷斯有多户家庭撤离。

## 影响

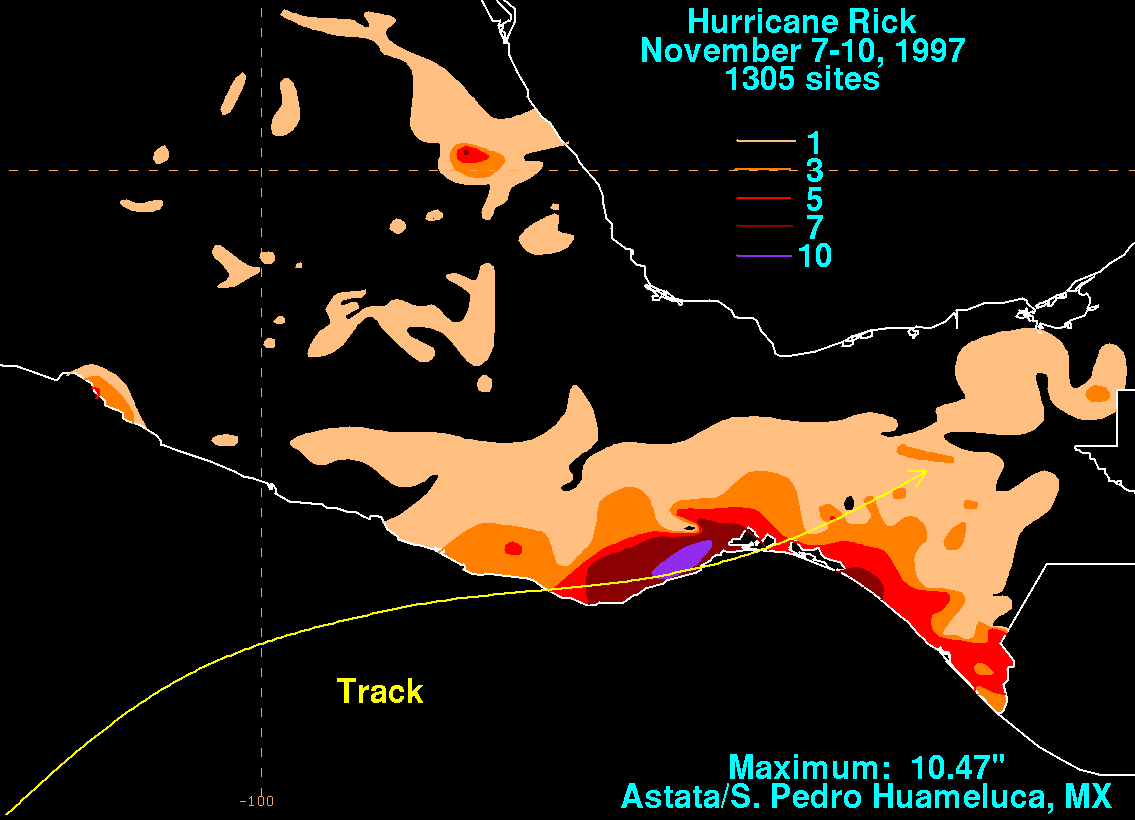
飓风里克的降水分布

里克造成的破坏程度同宝莲相比远远不及。飓风在瓦哈卡州产生254毫米雨量，导致此前已遭宝莲蹂躏的部分地区爆发泥石流和山洪。。降水还同气旋经过期间产生的大浪共同影响，导致海平面上升到超过正常水位91厘米。风暴令该州多条桥梁和道路无法通行，这些路段和桥梁此前被1995年的大西洋飓风罗克珊摧毁，修复后又受到宝莲重创，再加上里克来袭而受到进一步破坏，埃斯孔迪多港附近一座桥梁的路面出现4.6米深的缺口。部分主要道路也被切断，如安赫尔港到瓦哈卡市的山区公路，墨西哥城通往沿海地区的一条公路，以及埃斯孔迪多港连接阿卡普尔科的道路。飓风登陆点附近的阿斯塔塔/圣佩德罗华姆卢卡（Astata/San Pedro Huameluca）测得的降雨总量达266毫米，是里克产生降水最多的所在。气旋过后，许多村庄的电话通讯及交通中断。
里克的强度同宝莲相比远远不及，但却对部分地点造成比后者更严重的影响。埃斯孔迪多港东南方向约16公里的小村庄图马托有八套房屋被毁，另有许多屋顶被风刮落，当地居民认为这是因为两场飓风在当地产生的风速接近，但里克的雨量更大。里克没有造成人员丧生，但还是导致两千余人流离失所。大部分在宝莲来袭时幸免的农作物都被摧毁，有居民称这仿佛“宝莲收走了玉米，里克就来拿花生了。”
气旋在恰帕斯州和瓦哈卡州近海行进期间，纽约咖啡、糖和可可交易所的咖啡价格上涨4.7%，达到每磅1.5685美元，创下同年10月16日以来的新高。这主要是因为墨西哥是美国最大的咖啡进口国，恰帕斯州和瓦哈卡州则是墨西哥最大的咖啡产地。里克对两州咖啡作物的影响同样比之前的宝莲更大，因为此时咖啡豆更容易被风刮落。

## 纪录
里克是有纪录以来东太平洋在11月形成的八场飓风之一，另外七场分别是1957年的飓风尼娜、1961年的飓风塔拉、1982年的飓风伊娃、1991年的飓风诺拉、2006年的飓风塞尔吉奥、2011年的飓风肯尼斯和2015年的飓风桑德拉。里克是其中第二场曾经登陆的风暴，但强度偏弱，只超过飓风尼娜和飓风伊娃（飓风塔拉的中心气压缺乏记载）。此外，里克也是有正式纪录以来自然年中袭击墨西哥日期第二晚的飓风，仅次于飓风塔拉。